# Toma de Tora Bora
La toma de Tora Bora fue un enfrentamiento armado iniciado la noche del miércoles 14 de junio de 2017 en la localidad afgana de Tora Bora dentro del marco de la Guerra de Afganistán y terminada el 15 de junio del mismo año. La localidad hasta antes de la batalla se encontraba bajo dominio de los talibánes. El combate se originó tras un ataque relámpago por parte de Estado Islámico a la localidad por su importancia estratégica y simbólica para los yihadistas. El lugar también fue escenario de la batalla homónima, en donde la ISAF intentó asesinar a Osama Bin Laden durante la intervención a Afganistán de 2001, pero al final no le encontraron allí.